# اس‌ام‌اس اس۱۱۳
اس‌ام‌اس اس۱۱۳ (به انگلیسی: SMS S113) یک کشتی بود که طول آن ۱۰۶ متر (۳۴۷ فوت ۹٫۲۳ اینچ) بود. این کشتی در سال ۱۹۱۸ ساخته شد.